# Sanfins (Santa Maria da Feira)
Sanfins ist ein Ort und eine ehemalige Gemeinde (Freguesia) im portugiesischen Kreis Santa Maria da Feira. Die Gemeinde hatte 1883 Einwohner (Stand 30. Juni 2011).
Am 29. September 2013 wurden die Gemeinden Sanfins, Espargo, Feira und Travanca zur neuen Gemeinde União das Freguesias de Santa Maria da Feira, Travanca, Sanfins e Espargo zusammengeschlossen.